# Dolichopus mongolicus
Dolichopus mongolicus är en tvåvingeart som beskrevs av Octave Parent 1926. Dolichopus mongolicus ingår i släktet Dolichopus och familjen styltflugor. Inga underarter finns listade i Catalogue of Life.